# Santa Maria Immacolata di Lourdes a Boccea (titolo cardinalizio)
Santa Maria Immacolata di Lourdes a Boccea (in latino Titulus Sanctae Mariae Immaculatae Lourdensis ad Viam Bocceam) è un titolo cardinalizio istituito da papa Giovanni Paolo II il 3 maggio 1985. Il titolo insiste sulla chiesa di Santa Maria Immacolata di Lourdes, sita nel quartiere Aurelio e sede parrocchiale dal 1º novembre 1978.
Dal 30 settembre [023 il titolare è il cardinale francese François-Xavier Bustillo, O.F.M.Conv., vescovo di Ajaccio.

## Titolari
- Juan Francisco Fresno Larraín (25 maggio 1985 - 14 ottobre 2004 deceduto)
- Nicholas Cheong Jin-Suk (24 marzo 2006 - 27 aprile 2021 deceduto)
- Richard Kuuia Baawobr, M.Afr. (27 agosto 2022 - 27 novembre 2022 deceduto)
- François-Xavier Bustillo, O.F.M.Conv., dal 30 settembre 2023